# (38636) 2000 LM27
2000 LM27 (asteroide 38636) é um asteroide da cintura principal. Possui uma excentricidade de 0.20075240 e uma inclinação de 4.36153º.
Este asteroide foi descoberto no dia 6 de junho de 2000 por LONEOS em Anderson Mesa.